# Судромское сельское поселение
Судромское сельское поселение или муниципальное образование «Судромское» — муниципальное образование  со статусом сельского поселения в Вельском муниципальном районе Архангельской области. 
Соответствует административно-территориальной единице в Вельском районе — Судромский сельсовет.
Административный центр — посёлок Погост.

## География
Судромское сельское поселение располагается в центре Вельского района, к северу от города Вельск. Крупнейшая река в муниципальном образовании — Вага. Помимо неё по территории Судромского сельского поселения протекает река Малая Чурга и ещё несколько небольших левых притоков Ваги. Местность имеет равнинный, плоский характер. На западе располагаются обширные болота с сетью канав и каналов - постоянных водотоков.
Территория муниципального образования граничит:
- на севере с муниципальным образованием «Пуйское»
- на северо-востоке с муниципальным образованием «Благовещенское»
- на востоке с муниципальным образованием «Ракуло-Кокшеньгское»
- на юге с муниципальным образованием «Аргуновское»
- на западе с муниципальным образованием «Муравьёвское» и с муниципальным образованием «Пакшеньгское»

На юго-западе муниципального образования расположен Важский заказник - особо охраняемая природная территория.

## История
Муниципальное образование было образовано в 2006 году.

## Население
| 2005 | 2010 | 2011 | 2012 | 2013 | 2014 | 2015 | 2016 | 2017 |
| ---- | ---- | ---- | ---- | ---- | ---- | ---- | ---- | ---- |
| 980  | ↘876 | ↘874 | ↘866 | ↗889 | ↘879 | ↘836 | ↘816 | ↘797 |
| 2018 | 2019 | 2020 | 2021 | 2023 |      |      |      |      |
| ↘793 | ↘778 | ↘759 | ↗810 | ↘772 |      |      |      |      |

## Состав сельского поселения
| № | Населённый пункт | Тип населённого пункта          | Население |
| - | ---------------- | ------------------------------- | --------- |
| 1 | Важская Запань   | посёлок                         | →77       |
| 2 | Горы             | деревня                         | →11       |
| 3 | Ивановская       | деревня                         | ↘64       |
| 4 | Иванское         | посёлок                         | →128      |
| 5 | Коллектив        | деревня                         | ↘1        |
| 6 | Луневская        | деревня                         | ↘36       |
| 7 | Пайтовская       | деревня                         | ↘186      |
| 8 | Погост           | посёлок, административный центр | ↗455      |
| 9 | Прилуки          | деревня                         | ↘76       |